# Viaggio al Capo Nord fatto l'anno 1799
Viaggio al Capo Nord fatto l'anno 1799 è stato il primo racconto dello scrittore ed esploratore italiano Giuseppe Acerbi (1773-1846) ad essere dato alle stampe nel 1832 in lingua italiana. La prima edizione, Travels through Sweden, Finland, and Lappland, to the North Cape, in the years 1798 and 1799, venne stampata in lingua inglese nel 1802. Seguirono edizioni in tedesco (1803), in francese (1804) e in olandese (1804-1805).
Si tratta del resoconto del viaggio che intraprese attraverso Svezia, Finlandia e Lapponia per raggiungere Capo Nord via terra. Fornì informazioni per far conoscere all'Europa la cultura e lo stile di vita finlandese del XVIII secolo.

## Edizioni
- Giuseppe Acerbi, Viaggio al Capo Nord fatto l'anno 1799 / dal Sig. cavaliere Giuseppe Acerbi ; compendiato e per la prima volta pubblicato in Italia da Giuseppe Belloni, 1ª ed., Sonzogno, 1832,  p. 312, SBN IEI0152187.
- Giuseppe Acerbi, Viaggio a Capo Nord (fatto l'anno 1799), Greco & Greco, 2016,  p. 238, SBN PCM0001720.